# Карфагенський собор (419)
Карфагенський собор — помісний собор християнської церкви, що відбувся в 419 році в Карфагені. Учасниками собору були 217 єпископів, а головою обраний Аврелій, архієпископ Карфагенський, легатами римського папи були Фавстин, єпископ Пикени Потентійської, і пресвітери Филип і Азел.

## Історія
Причиною скликання собору стала апеляція священика до папи римського через засудження в Карфагені, якого Папа взяв під свій захист і хотів виправдати. Собор розглянув питання про право римського єпископа розглядати апеляції на рішення Соборів Карфагенської церкви і у своєму посланні до папи не визнав за ним такого права.
Крім розгляду питання, що послужило причиною до скликання Собору, єпископи вивчили і переглянули канони попередніх соборів (10-ти Карфагенських, Іпонійського собору 393 року і Мілевитського 402 року). Карфагенський собор з правил попередніх соборів затвердив 121 правило і додав до них ще 12 нових. Ці правила ввійшли в усі збірники церковного права Православної церкви.
Через те, що укладачі канонічних збірників по різному формували список правил Карфагенського собору, поділяючи або з'єднуючи їх тексти, то число їх різниться: в «Афінській синтагмі» 133 канони, в «Кормчій книзі» — 134, «Педаліоні» — 141, у «Книзі правил» — 147, «Codex Canonum vetus ecclesiae Romanae» — 105. У слов'янських землях правила Карфагенського собору поширювалися з різними тлумаченнями.